# Deutscher Jugendhilfetag
Die jeweils mehrtägige Fachtagung Deutscher Jugendhilfetag gibt es seit 1964. Veranstalter ist die AGJ – ehemalige Arbeitsgemeinschaft für Jugendpflege und Jugendfürsorge (AGJJ), danach Arbeitsgemeinschaft für Jugendhilfe und heute Arbeitsgemeinschaft für Kinder- und Jugendhilfe. Seit Essen (2008) heißt die Veranstaltung Deutscher Kinder- und Jugendhilfetag (DJHT).

## Zweck
Es sollen Mitarbeiter aus allen Arbeitsfeldern und Fachgebieten der Kinder- und Jugendhilfe über Diskussionsforen, Seminare, Podiumsdiskussionen, Lesungen, Workshops und im offenen Bereich der jeweiligen Messegelände zusammenkommen. Grundsätzlich geht es um einen gemeinsamen Erfahrungsaustausch von engagierten Fachkräften freier und öffentlicher Träger. Häufig wird die Veranstaltung von zusätzlichen Angeboten für Kinder und Jugendliche flankiert.

### Turnus
Anfänglich fand die Veranstaltung alle zwei Jahre statt, zwischen 1978 und 1984 gab es eine sechsjährige Pause. Angestrebt ist ein Abstand von jeweils drei bis vier Jahren. Die Orte wechseln und in der Regel übernehmen die Bürgermeister der Veranstaltungsstadt die Schirmherrschaft über das Geschehen und „laden ein“.

### AGJ
Die partei-, träger- und fachübergreifende Arbeitsgemeinschaft saß in der Bundeshauptstadt Bonn und sitzt in der Bundeshauptstadt Berlin. Die derzeitige Vorsitzende ist Karin Böllert. Die AGJ finanziert sich überwiegend aus Mitteln des Bundesministeriums für Jugend. Sie gibt die Zeitschrift „Forum Jugendhilfe“ heraus, die viermal jährlich erscheint und im Abo 20 € kostet. Der AGJ angeschlossen sind viele anerkannte Freie Träger der Jugendhilfe und ihre Dachverbände, einige Jugendämter, Landesjugendämter sowie die Landesjugendringe der Bundesländer.

## Geschichte
Der 1. Deutsche Jugendhilfetag fand vom 10. bis 13. Mai 1964 in Berlin (West) statt. Die 14 bisherigen Fachtage mit ihren jeweiligen Arbeitstiteln können der Liste rechts entnommen werden.
Der 15. DJHT fand vom 3. bis 6. Juni 2014 in Berlin statt.
Der 16. DJHT fand vom 28. bis 30. Juni 2017 in Düsseldorf statt. Der 17. DJHT vom 18.- bis 20. Mai 2021 wurde aufgrund der Coronapandemie erstmals rein online durchgeführt. Der 18. DJHT findet vom 13. bis 15. Mai 2025 in Leipzig statt.

## Kritik
In Köln kam es 1978 zu massiven Störungen des geplanten Kongressbetriebs, weil eine große Zahl von Fachkräften aus dem Arbeitsbereich Heimerziehung protestierte. Die Oppositionellen stellten sich gegen die affirmative Herangehensweise der Veranstaltungsleitung, die nicht geplant hatte und nicht in der Lage war, die gesellschaftliche Funktion von Fremdunterbringung, die z. T. katastrophalen Lebensbedingungen für Betroffene in den Einrichtungen und die dato immer noch haarsträubenden Erziehungsmethoden vieler westdeutscher Heime mit körperlicher und psychischer Gewalt gegen Kinder offensiv diskursiv anzugehen. Die Veranstalter waren angesichts des selbstbewussten und vorbereiteten Auftretens der kritischen Sozialpädagogen recht hilflos und mussten den Kongress schließlich abbrechen.